# Beninska köket

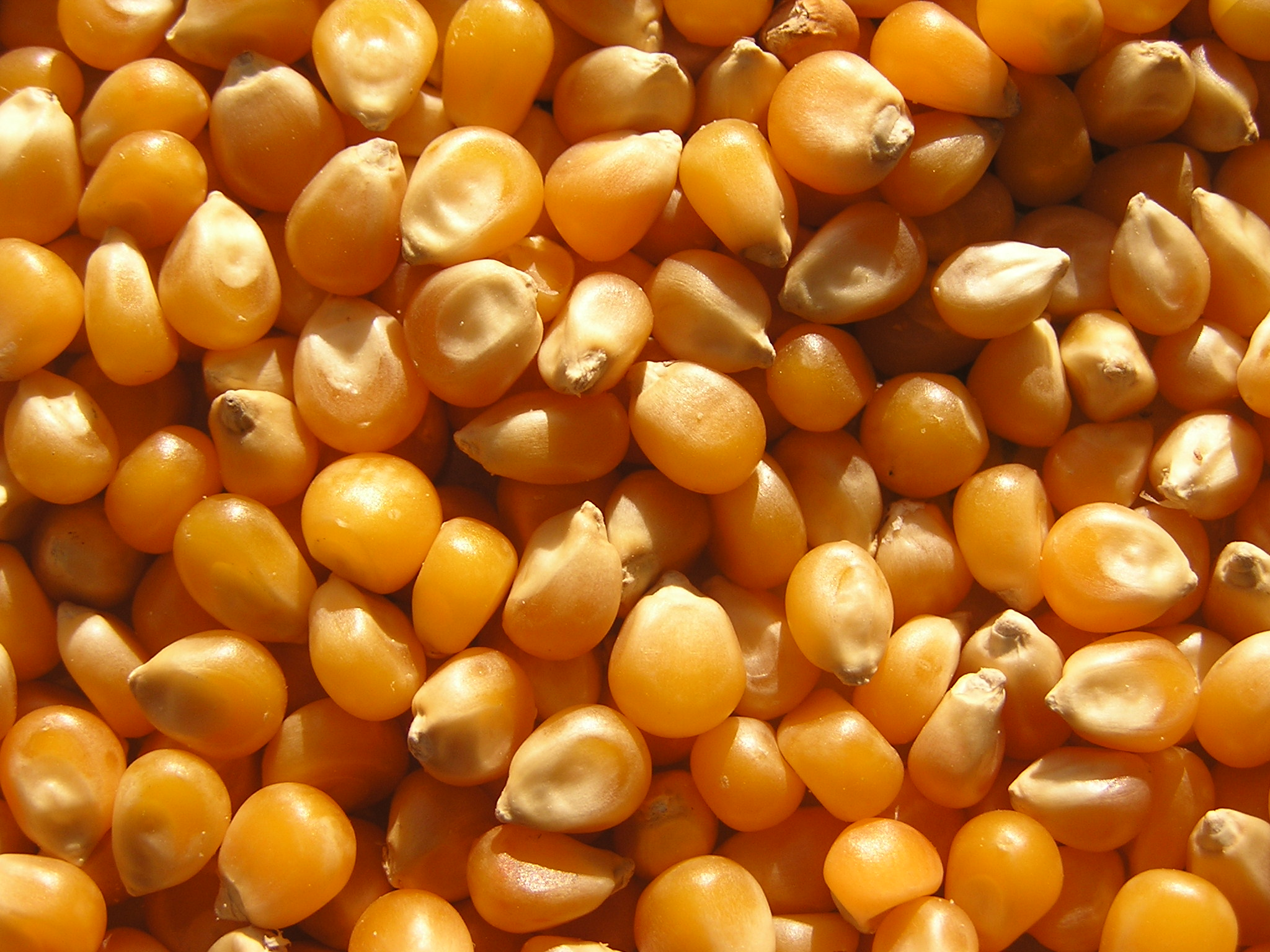
Majs är en mycket vanlig ingrediens.

Beninska köket är den matkultur som är typisk för Benin. Typiska stapelvaror är yams, majs, cassava, bönor och ris, samt i de norra delarna couscous, ofta serverat med en stuvning eller en tomatbaserad sås, ibland tillsammans med fisk och kyckling, som stekts i palmolja eller jordnötsolja. Annat kött som är vanligt är även nötkött, hare, get och vissa råttor. Färsk frukt utgör en stor del av dieten, med frukter som apelsin, banan, ananas och mango.

## Rätter
En vanlig maträtt är ago galin, som är en skaldjursrätt med tomat, lök och pilipili, en stark sås. Såsen lamounou dessi, av rökta räkor, grönsaker, fisk och chili är också vanlig. Ofta äts även grillspett och matbananer, antingen kokta eller friterade.

## Drycker
Förutom mineralvatten serveras den lokala drycken fizzi och flera olika öl- och spritsorter. Utländska läskedrycker har också blivit väldigt vanliga, som Cola och Fanta.